# Deric Augustine
Deric Augustine is een Amerikaanse acteur geboren te New Orleans, Louisiana, US op 3 april 1990. Hij is actief als acteur sinds 2014 maar zijn eerste echte rol speelde hij in 2016 in The Vampire Diaries als Frat Guy. Sinds 2025 is hij ook te zien in The Rookie (seizoen 7) als Miles Penn.

## Filmografie
| Year      | Title               | Role                |
| --------- | ------------------- | ------------------- |
| 2016      | The Vampire Diaries | Frat Guy            |
| 2016      | Queen Sugar         | Felix Evans         |
| 2016-2017 | Saints & Sinners    | Young Levi Sterling |
| 2018      | Criminal Minds      | Ray Murphy          |
| 2018      | Cloak and Dagger    | Rockwell            |
| 2020-2021 | Shameless           | Milton              |
| 2019-2021 | Godfather of Harlem | Cassius Clay        |
| 2021-2023 | All American        | Clay                |
| 2025      | The Rookie          | Miles Penn          |